# Was ist das
Was ist das (Che cos'è questo?) è un brano musicale pubblicato come terzo singolo dall'album LaFee dell'omonima cantante tedesca, scritta dai produttori Bob Arnz e Gerd Zimmermann ed uscita nel settembre 2006.
Nel 2008 LaFee ri-registrò la canzone in lingua inglese (What's Wrong With Me) per il suo terzo album in studio Shut Up, interamente in lingua inglese.

## Tracce
CD Maxi Single
1. "Was ist das" (Radio mix) - 3:22
2. "Was ist das" (Album mix) - 3:54
3. "Was ist das" (Hacienda mix) - 5:47
4. "Warum" (b-side) - 3:35

## Classifica
| Chart (2005)           | Peak position |
| ---------------------- | ------------- |
| Austrian Singles Chart | 25            |
| German Singles Chart   | 17            |
| Swiss Singles Chart    | 59            |